# Damon Bailey
Damon Bailey (ur. 21 października 1971 w Heltonville) – amerykański koszykarz, występujący na pozycji rozgrywającego, reprezentant kraju, po zakończeniu kariery zawodniczej – trener koszykarski.

## Osiągnięcia
Na podstawie, o ile nie zaznaczono inaczej.
Szkoła średnia
- Najlepszy koszykarz:
  - amerykańskich szkół średnich:
    - Mr Basketball (1990)
    - Naismith Prep Player of the Year Award (1990)
    - według:
      - USA Today (1990)
      - Gatorade (1990)

  - szkół średnch stanu Indiana (1990 – Indiana Mr. Basketball)
- Uczestnik meczu gwiazd McDonald's All-American (1990)
- Zaliczony do:
  - składu najlepszych zawodników stulecia szkół średnich stanu Indiana (przez Associated Press)
  - I składu:
    - Parade All-American (1990)
    - USA Today All-USA (1990)

  - II składu Parade All-American (1989)
  - IV składu Parade All-American (1988)

NCAA
- Uczestnik rozgrywek:
  - NCAA Final Four (1992)
  - Elite 8 turnieju NCAA (1992, 1993)
  - Sweet 16 turnieju NCAA (1991–1994)
- Mistrz sezonu regularnego konferencji Big 10 (1991, 1993)
- Najlepszy pierwszoroczny zawodnik konferencji Big 10 (1991)[3]
- Zaliczony do:
  - I składu Big 10 (1994)
  - II składu All-American (1994 przez NABC)
  - III składu All-American (1994 przez Associated Press)

Indywidualne
- Zaliczony do:
  - I składu CBA (1998)
  - II składu CBA (1999)
  - Galerii Sław Koszykówki stanu Indiana – Indiana Basketball Hall Of Fame (2016)
- Lider CBA w asystach (1999)

Reprezentacja
- Wicemistrz igrzysk panamerykańskich (1999)

Trenerskie
- Mistrzostwo szkół średnich stanu Indiana w kategorii kobiet (2013)